# Rebras
A Rebras Network é uma rede brasileira de IRC, fundada em 2005.

## Sobre a rede
A Rebras foi criada no ano de 2005, época em que o IRC brasileiro estava perdendo suas forças, logo no início de sua existência diversos problemas ocorreram fazendo com que fosse submetido o desligamento temporário de seus sistemas. No início de 2007, começou o desenvolvimento de um novo projeto voltado aos usuários que ainda utilizam o IRC como uma ferramenta para fazer novas amizades, trocar idéias e experiências relacionadas aos diversos assuntos que podem ser discutidos em tempo real, e com diversas pessoas do Brasil e do mundo.
Hoje seus sistemas proporcionam uma rede transparente, estável e com serviços inovadores que buscam fazer com que o bate-papo de seus usuários seja algo de qualidade, dando ênfase a segurança, a estabilidade e ao suporte oferecido aos seus usuários referente aos serviços que são disponibilizados para os mesmos.